# Амбасада Холандије у Џуби
Амбасада Холандије у Џуби (енгл. Dutch Embassy in Juba) је дипломатско представништво Холандије које се налази у главном граду афричке државе Јужни Судан, Џуби. За првог амбасадора изабран је Кес ван Бар.